# Ileana Mihăilă
Ileana Mihăilă (n. 1 februarie 1959, București, România) este profesor universitar la Universitatea din București, director al Școlii Doctorale „Studii Literare și Culturale” (Facultatea de Limbi și Literaturi Străine). Este de asemenea cercetător științific I la Institutul de Istorie și Teorie Literară al Academiei Române și membră a Comisiei de Filologie a CNATDCU din 2016. Istoric literar, editor și traducător român, este specializată în literatura franceză, în literatura română și în literatura comparată, în special în receptarea literaturii franceze în spațiul românesc. Lucrările sale sunt îndeosebi axate pe cultura Epocii Luminilor.

## Formația
Fiică a academicianului Gheorghe Mihăilă și a Violetei Mihăilă (născută Popescu-Dara), a absolvit cursurile Facultății de Limbi și Literaturi Străine a Universității din București (specializarea franceză-spaniolă, 1978-1982). Susține în septembrie 1995 teza de doctorat Artistul în epoca barocă - Strălucirea și suferințele Magicianului (publicată în 1998) sub conducerea acad. Zoe Dumitrescu-Bușulenga. În decembrie 2014 obține abilitarea pentru conducerea lucrărilor de doctorat, susținând lucrarea Vers une vision pluridisciplinaire des études littéraires. Mémoire d’habilitation à diriger des recherches la Universitatea „Alexandru Ioan Cuza” din Iași.

## Publicații

### Volume și ediții
- Artistul în epoca barocă - Strălucirea și suferințele Magicianului (teză de doctorat), București, Editura "Roza Vânturilor", 1998.
- Renaștere și Modernitate. Studii de literatură română și comparată,  București, Editura "Roza Vânturilor", 1998.
- G. Călinescu, Opera lui Mihai Eminescu, ediție îngrijită de Ileana Mihăilă, cu o Notă asupra ediției la fiecare volum.  Vol. 1, București, Ed. Academiei, 1999; vol. 2, 2000; Viața lui Mihai Eminescu. Introducere de Eugen Simion, 2002. Reeditată în coeditare cu Editura Litera Internațional, București - Chișinău, 2003 (vol. 1, Viața lui Eminescu, vol. 2, 3, 4, Opera lui Eminescu; Introducere de Eugen Simion; Notă asupra ediției la vol. 1, 2, 3 ), în colecția Biblioteca Școlarului. Ediție premiată de Academia Română cu Premiul "Bogdan Petriceicu Hasdeu" (decernat în 2002)[4].
- De la Renaissance à l’âge romantique – Regards sur trois siècles de littérature française, Editura Universității din București, 2010.
- G. Călinescu, Universul poeziei, [transcriere și editare după manuscris inedit, p. 70-313; Note și comentarii: p. 1129-1145], în: G. Călinescu, Publicistică, XII (Postume și inedite),Ediție coordonată de Nicolae Mecu, text îngrijit, note și comentarii de Alexandra Ciocârlie, Alexandru Farcaș, Nicolae Mecu, Ileana Mihăilă și Pavel Țugui, Prefață  de Eugen Simion, Postfață de Nicolae Mecu, Indice general de nume (vol. I-XII), Nicolae Mecu și Ileana Mihăilă, Academia Română – Fundația Națională pentru Știință și Artă, col. Opere fundamentale,  București, 2012. Lucrare colectivă premiată de Academia Română cu Premiul "Titu Maiorescu" (decernat în 2014)[5].
- Cultura română, cultură europeană, Editura Fundației România de Mâine, col. Multilingvism și culturi în dialog – 6, București, 2015.
- G. Călinescu, Opere I. Viața lui Mihai Eminescu. Opera lui Mihai Eminescu (1); Opere II. Opera lui Mihai Eminescu (2); Opere III. Eminescu dincolo de monografie. Ediție critică de Nicolae Mecu, Ileana Mihăilă și Daciana Vlădoiu. Introducere de Eugen Simion, Academia Română - Fundația Națională pentru Știință și Artă, col. Opere fundamentale, București, 2016.

### Articole in volume
- George Sand lue à l'étranger - Recherches nouvelles 3,  C.R.I.N., Amsterdam, Rodopi, 1995.
- Voltaire et ses combats, sous la direction de Ulla Kölving et Christiane Mervaud, vol I, Voltaire Foundation, Oxford, 1997.
- Bibliografia relațiilor literaturii române cu literaturile străine în periodice (1919-1944), vol.1, București, Ed. Saeculum I.O., 1997. În colaborare cu Ana-Maria Brezuleanu, Viorica Nișcov, Michaela Șchiopu, Cornelia Ștefănescu ș. a. Prefață de Dan Grigorescu; vol. 2, 1999; vol. 3, 2000; vol. 4, 2002 ; vol. 5, 2003; vol. 6, 2004; vol. 7, 2005; vol. 8, 2006; vol. 9, 2008; vol. 10, cu o prefață de Eugen Simion, 2009.
- Être matérialiste à l’âge des Lumières. Hommage offert à Roland Desné, Textes réunis et publiés par Béatice Fink et Gerhardt Stenger, P.U.F., Paris, 1999.
- «Ériger une République souveraine, libre et indépendante» - Mémoires de Charles-Léopold Andreu de Bilistein sur la Moldavie et la Valachie au XVIII-e siècle, étude introductive, textes établis et notes par Alexandre Stroev et Ileana Mihaila, București, Ed. Roza Vânturilor, 2001.
- Ioan Petru Culianu. Omul și opera. Volum coordonat de Sorin Antohi, București, Ed. Polirom, 2003

- Dicționarul General al Literaturii Române, colectiv, sub egida Academiei Române, coord. Eugen Simion, Ed. Univers Enciclopedic, București, vol. I-II, 2004, vol. III-IV, 2005, vol. V, 2006, vol.VI, 2008 ; vol. VII, 2009; peste 40 de articole. Lucrare premiată de Academia Română cu Premiul "Bogdan Petriceicu Hasdeu" (decernat în 2006)[6].
- George Sand et les arts, ed. Marielle Cahors, Presses Universitaires Blaise Pascal, Clermont-Ferrand, 2005.
- Boundaries in the Eighteenth Century/Frontières au Dix-huitième siècle, IRECS/RIEDS t. 1, Helsinki & Oxford, Gummerus Kirjapaino, Oy, Vaajakoski, Finland, 2007
- Nature et Société. Nouvelles études rouseauistes. Textes réunis par Raïa Zaïmova et Nikolay Aretov, Ed. “Kralița Mab”, Sofia, 2010
- Dicționar de scriitori francezi, colectiv, coord. Angela Ion, Ed. Polirom, Iași, 2012.
- Les Rôles transfrontaliers joués par les femmes dans la construction de l'Europe. Préface Suzan van Dijk. Dir. Guyonne Leduc. Paris, L’Harmattan, 2012.
- Women Telling Nations, Amelia Sanz, Francesca Scott, Suzan van Dijk eds.), Amsterdam – New York, Rodopi, 2014.
- European Francophonie. The Social, Political and Cultural History of an International Prestige Language, Vladislav Rjéoutski, Gesine Argent, Derek Offord (eds.), Oxford, Peter Lang, 2014.
- Simone Bernard-Griffiths, Pascale Auraix-Jonchières (dir.), Dictionnaire George Sand, t. II, K-Z, Paris, Honoré Champion, 2015.
- Izabella Zatorska (dir.), Rousseau et Diderot – traduire, interpréter, connaître, Wydawnictwa Uniwersytetu Warszawskiego, Warszawa, 2016.
- Jacques Domenech (dir.), Rousseau et la Méditerranée. La réception de Jean-Jacques Rousseau dans les pays méditerranéens, Honoré Champion, coll. "Babeliana", Paris, 2016.

### Volume editate și co-editate
- Omagiu - Acad. Zoe Dumitrescu-Bușulenga la 80 de ani, volum îngrijit de Ileana Mihăilă, București, Ed. Roza Vânturilor, 2001.
- Omagiu - Profesorul Dan Grigorescu la 70 de ani, volum îngrijit de Ileana Marin și Ileana Mihăilă, Constanța, Ed. Ex Ponto, 2002.

#### Traduceri
- Antonio Muñoz Molina, Iarna la Lisabona (roman). Traducere și prefață. București, Editura Fundației Culturale Române, 1994. Ed. a II-a, revăzută, traducere, București, Leda-Grupul Editorial Corint, 2009.
- Juan Eduardo Zúñiga, Pământul va fi un paradis (nuvele). Traducere și prefață. București, Editura Fundației Culturale Române, 1995.
- G. Mihăilă, L'original slavon des Enseignements de Neagoe Basarab à son fils Théodosie. Note sur l'édition, în Învățăturile lui Neagoe Basarab către fiul său Theodosie. Versiunea originală, București, Ed. "Roza Vânturilor", 1996.
- Ion Andreiță, Diminețile albe – Les matins blancs (ciclurile Les poèmes bucarestois și Les poèmes vénitiens), București, Ed. Eminescu, 1999.